# سینابه سی
سینابه سی (انگلیسی: Seinabo Sey؛ زادهٔ ۷ اکتبر ۱۹۹۰) خواننده، و ترانه‌سرا اهل سوئد است. وی از سال ۲۰۱۳ میلادی تاکنون مشغول فعالیت بوده‌است.